# Nealcidion venosum
Nealcidion venosum là một loài bọ cánh cứng trong họ Cerambycidae.